# Феодорит (епископ Тверской)

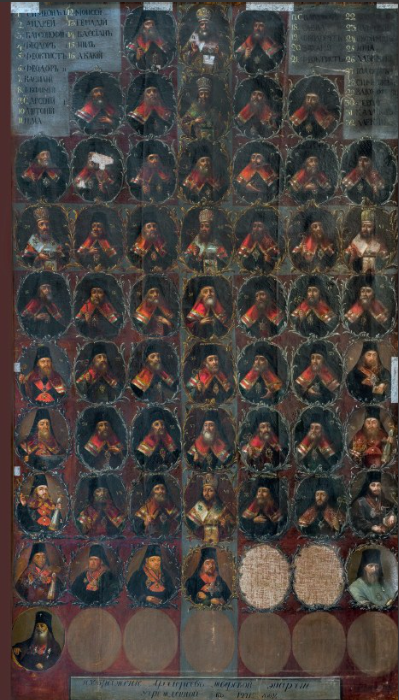
Портреты епископов Тверских, кон. XVIII — сер. XIX вв. Портрет еп. Феодорита под номером 19

Феодорит — тверской епископ XVI века.
У Павла Строева в числе игуменов Троицкого Макарьева монастыря в Калязине под 1571—1573 годами значится Феодорит, рукоположённый будто бы в 1573 году в епископы Тверские и Кашинские, каковым и был записан в тверском синодике. Однако протоиерей Диев, пересматривавший списки архиереев, не упоминает этого Феодорита в числе тверских епископов. Биографических сведений о нём не имеется. Амвросий считает его сомнительным.